# ناحیه دریایی جنوب شرق آسیا

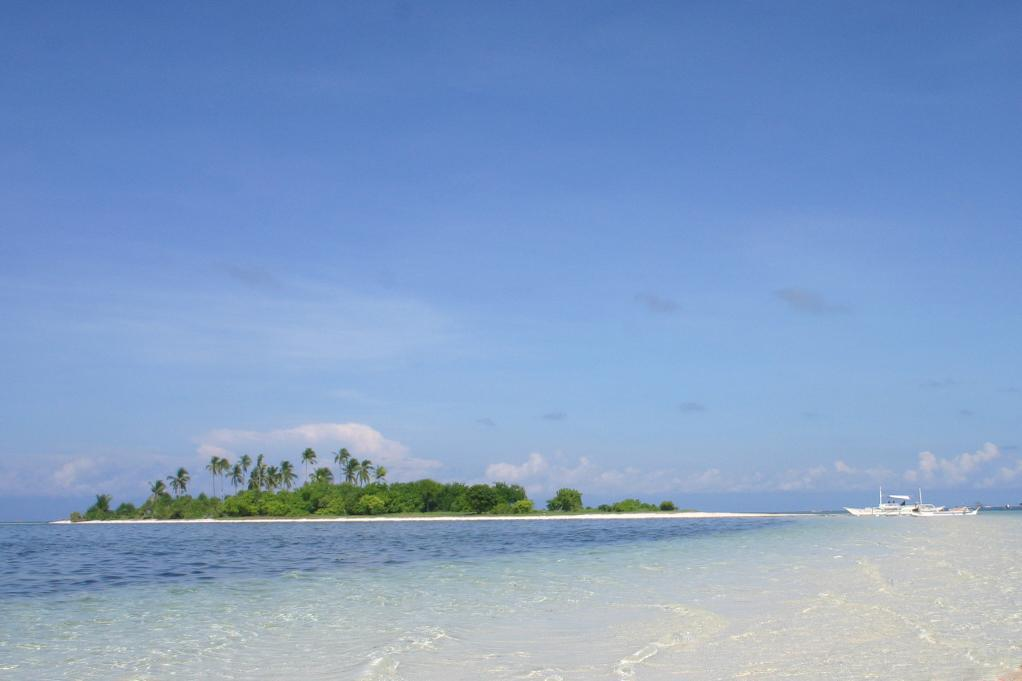
جزیره‌ای غیر مسکونی در فیلیپین. ناحیه دریایی جنوب شرقی آسیا منطقه‌ای جزیره‌ای و غیر محصور در خشکی است و دو دسته از بزرگترین شبه جزیره‌های آسیا میداند.

ناحیه دریایی جنوب شرقی آسیا یا جزایر جنوب شرق آسیا  به‌ چند‌ بخش‌ جزیره‌ای و دریایی منطقه‌ جنوب شرقی آسیا اشاره دارد.
آسیای جنوب شرقی، از دو بخش متمایز محصور در خشکی یا مجموعه‌ جزایر تشکیل می‌شود. ناحیه‌ خشکی به‌عنوان سرزمین اصلی جنوب شرق آسیا (هند و چین) شناخته‌ می‌شود. منطقه دریایی جنوب شرق آسیا از خشکی قاره آسیا فاصله دارد و شامل برونئی، تیمور شرقی، اندونزی، ایالت‌های ساراواک و صباح (از کشور مالزی)، فیلیپین و سنگاپور است. اصطلاح «مجمع الجزایر مالایی» که در قرن ۱۹ رواج داشت، تا حد زیادی معادل ناحیه‌ دریایی جنوب شرقی آسیا است. تفاوت اصلی جمعیت مجموعه‌ دریایی جنوب شرق آسیا، جدا از منطقه خشکی هند و چین در‌ این است که جمعیت بخش دریایی غالباً متعلق به گروه‌های آسترونزیایی هستند. هرچند در اثر دادوستد، گروه‌های بخش خشکی مانند گروه‌های زبانی کرا-دای، آستروآسیایی، چینی و پاپوآیی نیز در این جزایر ساکن شده‌اند.

## هویت فرهنگی
هویت فرهنگی به عنوان بخشی از «هند پدر» یا هند بزرگ دیده می‌شود. عبارت «کشورهای هندی شده‌ی جنوب شرق آسیا» اشاره به جزایر آسیای جنوب شرقی دارد. همچنین با توجه به اینکه این منطقه بخشی از آسترونزی یا اقیانوسیه نیز می‌باشد، ریشه‌های تاریخی و فرهنگی مردمان آسترونزی و اقیانوسیه را نیز در خود دارد.

## جمعیت‌شناسی
بیش از ۵۴۰ میلیون نفر در منطقه جزایر جنوب شرق آسیا زندگی می‌کنند که پرجمعیت‌ترین جزیره این ناحیه جاوا اندونزی است. مردم عمدتا از زیرگروه‌های مردمان آسترونزی هستند و با گویش‌های غربی زبان‌های مالایو-پلی نزی صحبت می‌کنند. پیوند اجتماعی و فرهنگی بین مردمان جزیره‌نشین ناحیه دریایی و مردمان سرزمین اصلی جنوب شرقی آسیا وجود دارد. 

## دین
منطقه جنوب شرق آسیا را می توان یکی از مهمترین سرزمین ها در ادیان جهانی دانست. بودیسم و هندوئیسم که عموما توسط بازرگانان و یا جنگ در این منطقه رواج یافته است قدیمی‌ترین ادیان می‌باشند که شواهد باستان‌شناسی متعلق به قرن پنجم میلادی درباره حضور بودیسم و شواهد مربوط به قرن یازدهم میلادی درباره هندوئیسم آن را اثبات می‌نمایند. در مقایسه با آن ادیان اسلام دیرتر وارد این منطقه شده و شواهد موجود نشان می‌دهند که اسلام از قرن سیزدهم میلادی به بعد در سرزمین مالائی‌ها رواج یافته و بدیهی است که اسلام قبل از این تاریخ توسط بازرگانان در میان برخی از اقوام مالائی ترویج یافته است. امروزه اسلام دین اکثریت مردم اندونزی و مالزی است و اقلیتی قابل توجه را در فیلیپین تشکیل می‌دهد. از قرن شانزدهم میلادی با شروع استعمار اروپایی، دین مسیحیت با گرایش کاتولیسم نیز به ادیان جنوب شرق آسیا افزوده شد.